# Імеретія

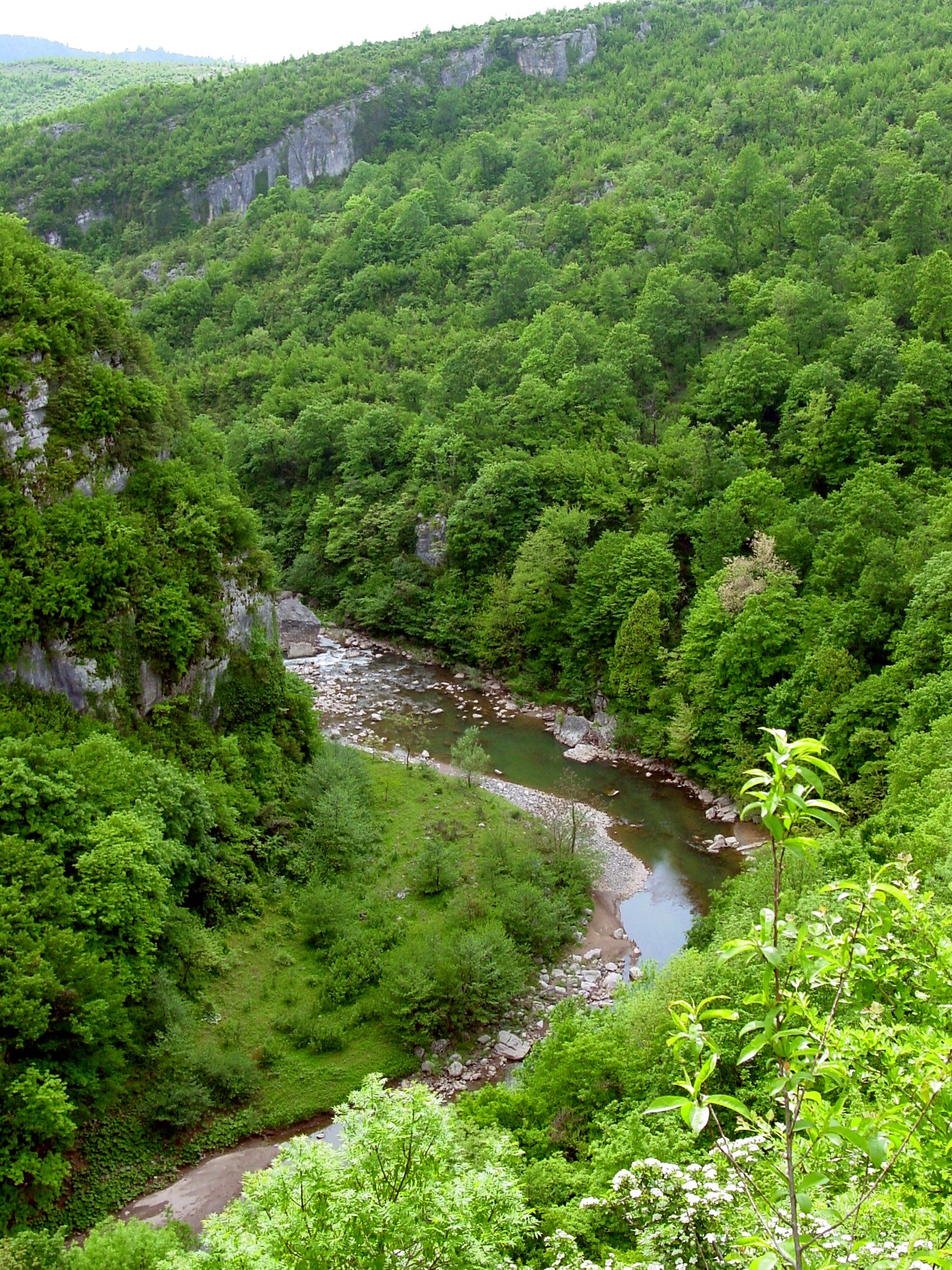
Імеретія, район Цхалтубо.

Імеретія (груз. იმერეთი) — мхаре та історична область Західної Грузії, в басейні середньої течії річки Ріоні та її приток. Центр регіону — Кутаїсі.

## Історія
У кінці XV століття, унаслідок феодальних міжусобиць, що посилилися після навали Тамерлана, Імеретія відділилася від грузинської держави і стала самостійною феодальною державою — Імеретинське царство (поряд з Картлі і Кахетією) — зі столицею Кутаїсі.
У кінці XVI століття Імеретинське царство обмежувалося територією Імеретії.
За персько-османським миром 1555 року Імеретинське царство було підпорядковано Османській Імперії та сплачувало данину невільниками чи грошима й натурою. Історія Імеретинського царства пов'язана з постійними феодальними смутами та процвітанням работоргівлі. Феодальні міжусобиці особливо посилилися в XVII столітті.
Лише цар Соломон I (1752-1784) зміг зміцнити царську владу. Він заборонив работоргівлю, прагнув до об'єднання всієї Західної Грузії. Багаторічна війна Соломона I з турками ознаменувалася перемогою у 1757 і військовим союзом з царем Картлі Іраклієм II у 1758 році.
У XVIII столітті царі Імеретинського царства неодноразово зверталися за допомогою до Росії, але прохання відхилялися, заради уникнення ускладнень відносин з Туреччиною. Нарешті, у 1769 р. Катериною II в Грузію був відправлений корпус генерала Тотлебена (згодом замінений генералом Сухотиним). Тотлебену вдалося взяти турецькі фортеці в Імеретії і зайняти Кутаїсі. Він також взяв в облогу місто і фортецю Поті. Незважаючи на короткочасність перебування російських військ, ці військові успіхи вплинули на подальші мирні переговори з Туреччиною: за Кючук-Кайнарджійським російсько-турецьким договором 1774 року данина Імеретинського царства Туреччині була скасована. Фортеці, взяті Тотлебеном, турки не повернули.
У 1811 Імеретинське царство було перетворено в Імеретинську область Російської імперії.

## Адміністративний поділ
Імеретія в адміністративному відношенні поділяється на 12 муніципалітетів:
1. Місто Кутаїсі
2. Багдатський муніципалітет (Багдаті)
3. Ванський муніципалітет (Вані)
4. Зестафонський муніципалітет (Зестафоні)
5. Самтредський муніципалітет (Самтредіа)
6. Сачхерський муніципалітет Грузія зараховує до Сачхерського району Імеретії; південний захід Дзауського району Південної Осетії, непідконтрольний Грузії (Сачхере)
7. Терджольський муніципалітет (Терджола)
8. Ткібульський муніципалітет (Ткібулі)
9. Хараґаульський муніципалітет (Хараґаулі)
10. Хонський муніципалітет (Хоні)
11. Цхалтубський муніципалітет (Цхалтубо)
12. Чіатурський муніципалітет (Чіатура)

### Міста
- Кутаїсі (147 635 осіб, 2014),
- Самтредіа (25 318),
- Зестафоні (20 814),
- Чіатура (12 803),
- Цхалтубо (11 281),
- Ткібулі (9 770),
- Хоні (89 87),
- Сачхере (6 140),
- Терджола (4 644),
- Вані (3 744),
- Багдаті (3 707),
- Хараґаулі (1 965).

## Населення
Жителі області (імеретини) говорять імеретинським діалектом грузинської мови. У минулому вони мали деякі особливості культури й побуту.

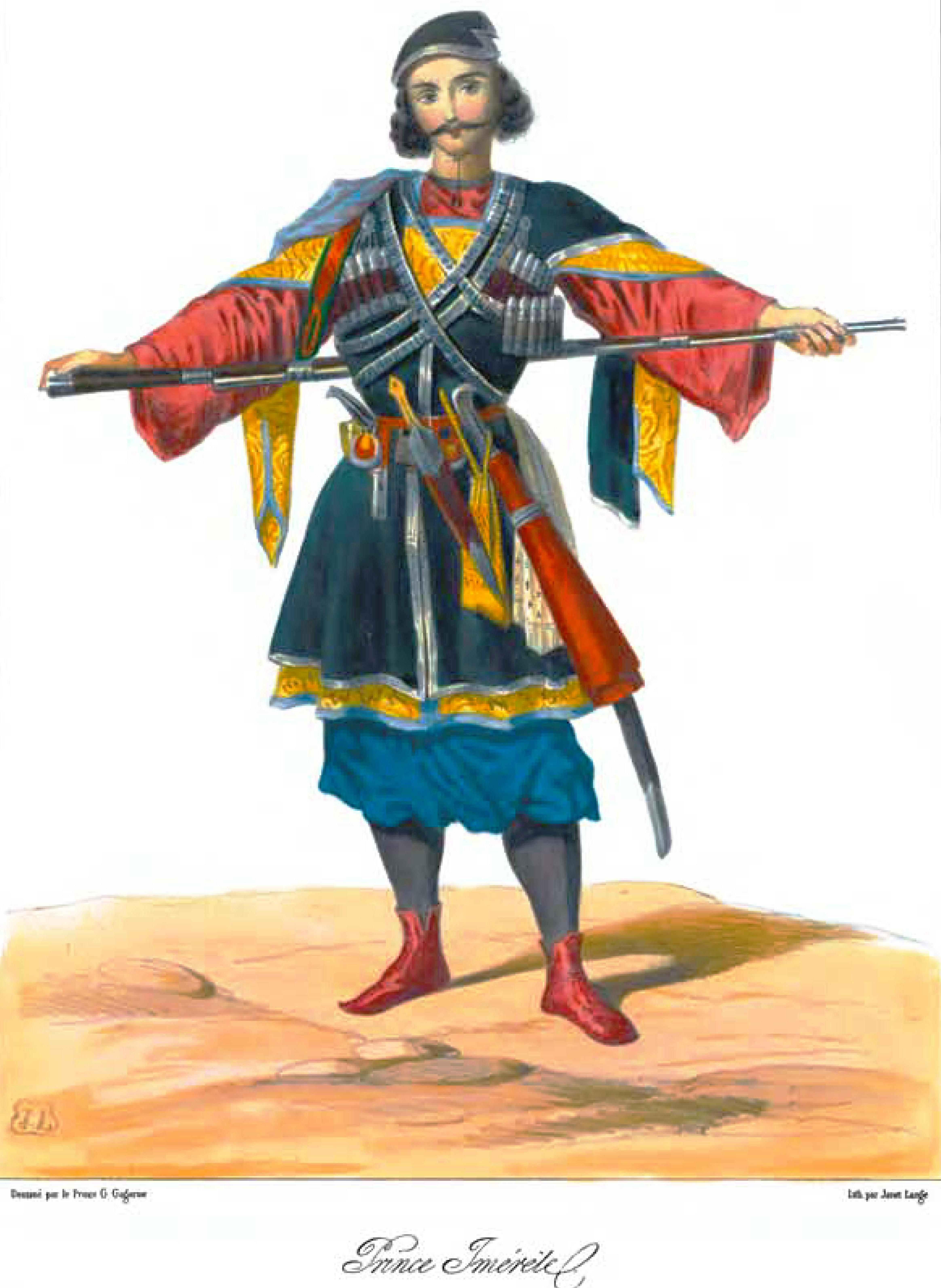
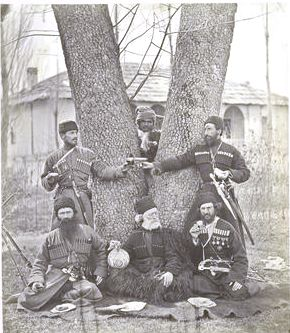
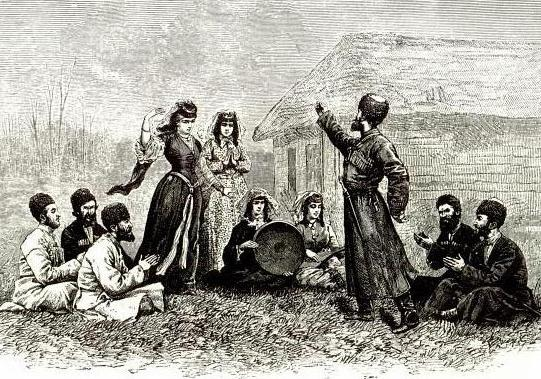
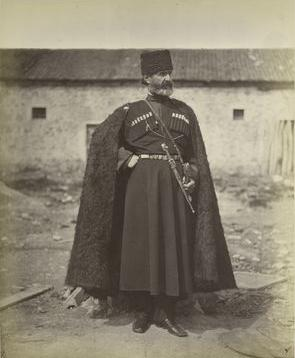
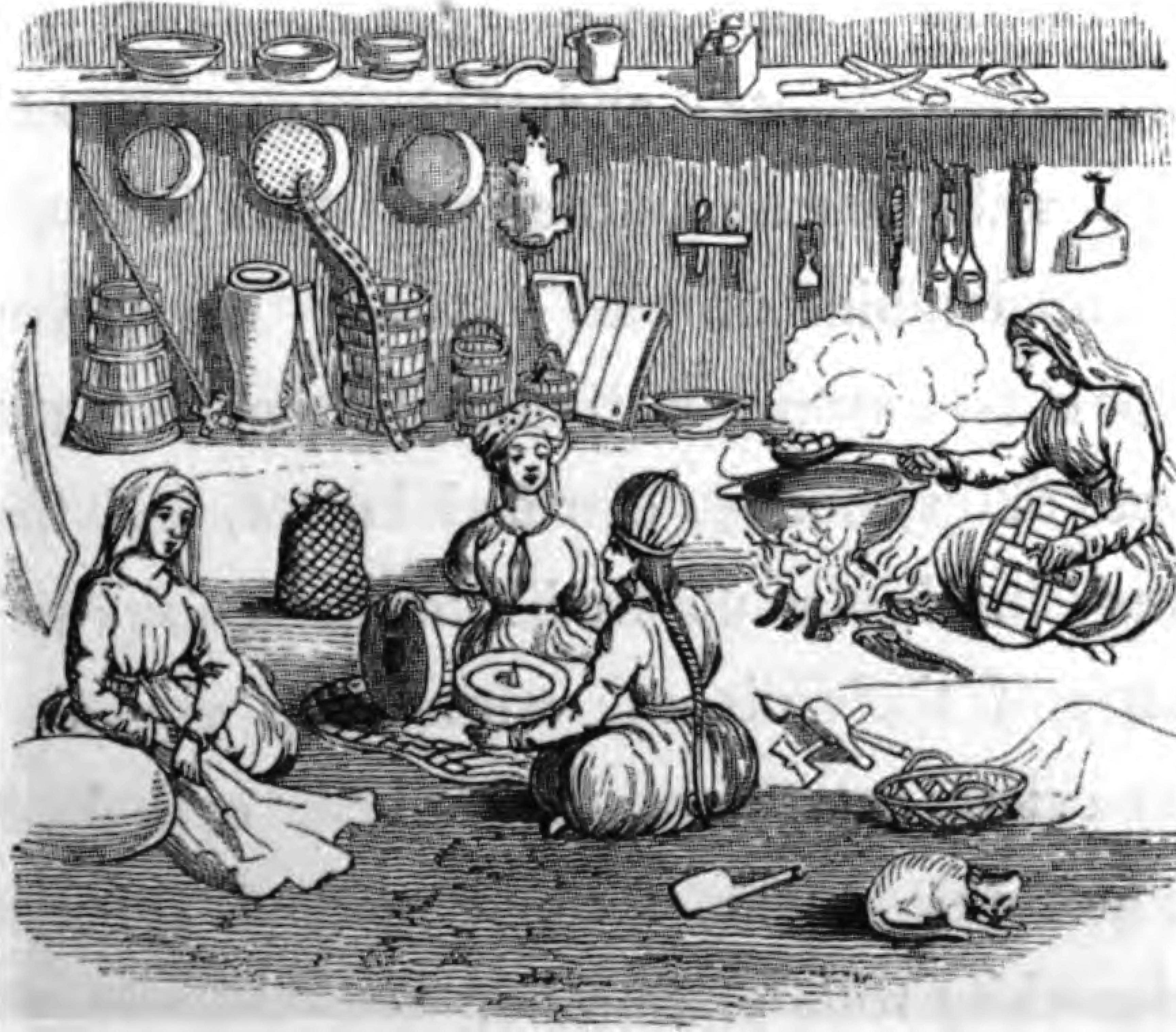
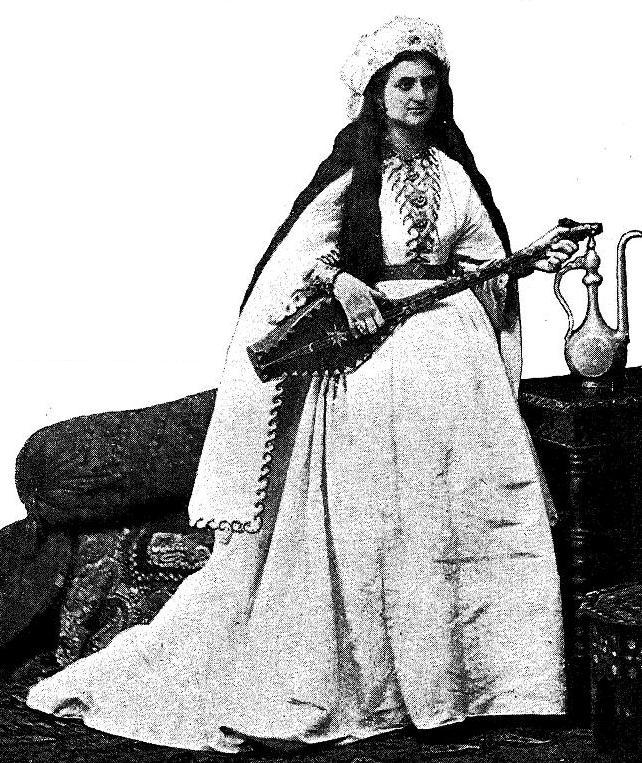
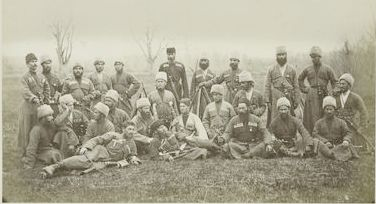

- Файл:Postcard. Imeretian Kintos. Tiflis.Schmerling. 1920s.jpg

## Галерея

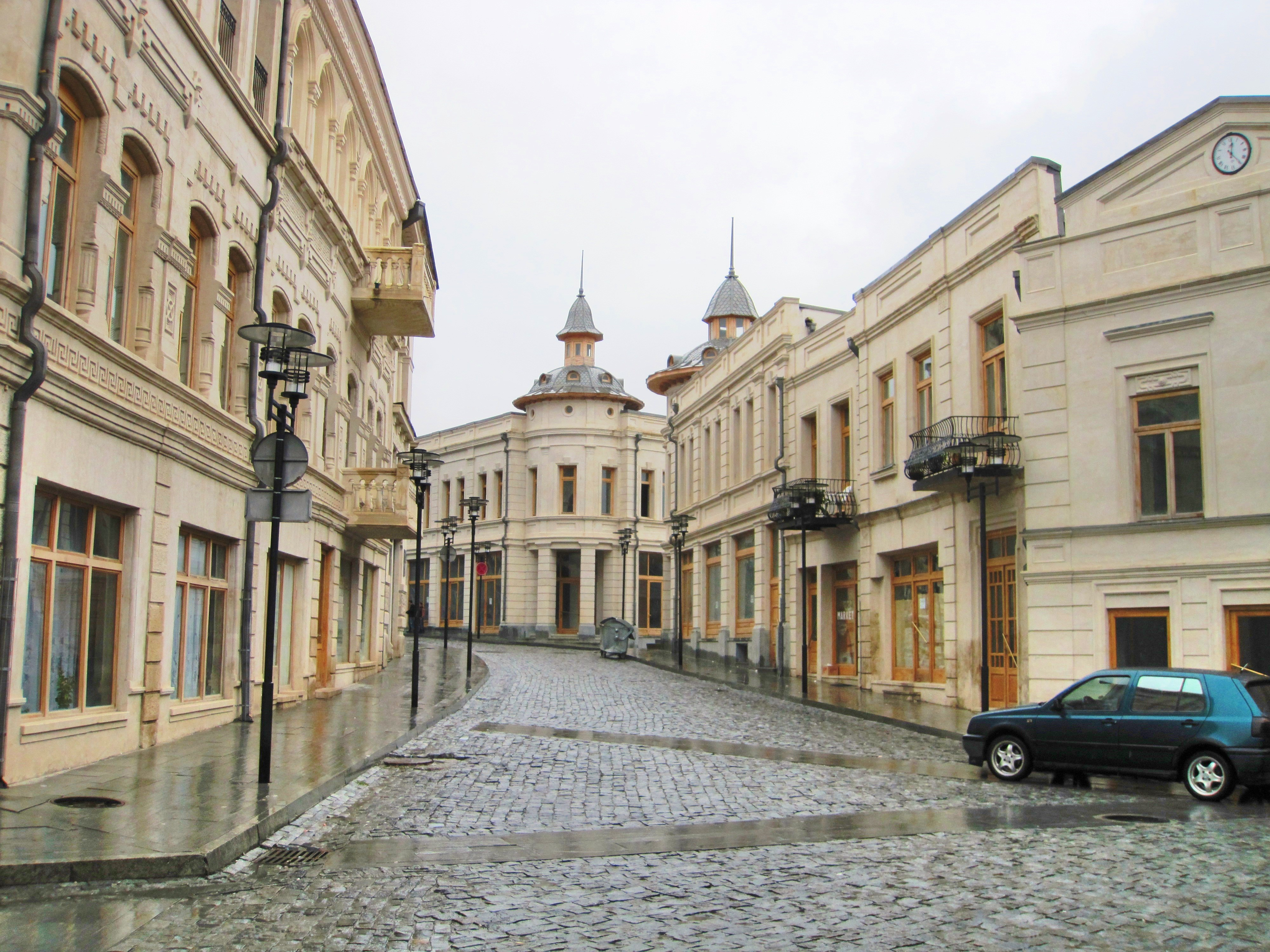
Кутаїсі
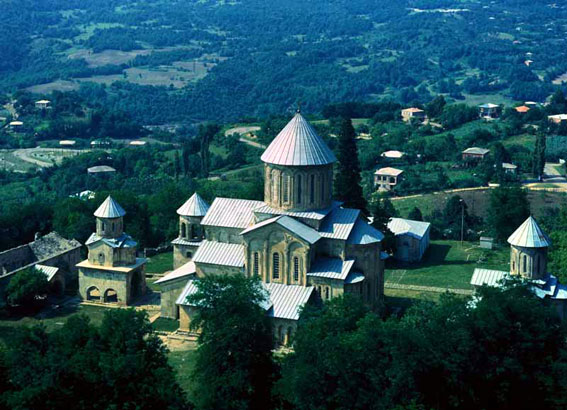
Кутаїсі
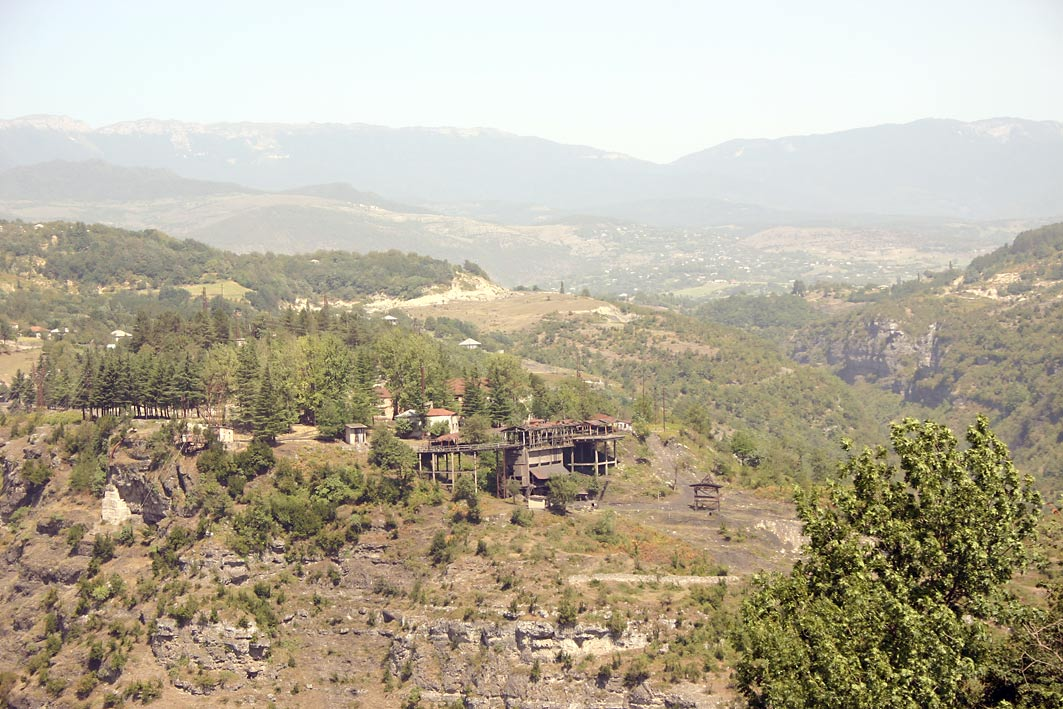